# Aurelio Galli
Aurelio Galli, italijanski rimskokatoliški duhovnik, škof in kardinal, * 26. februar 1866, Frascati, Kraljevina Italija, † 26. marec 1929, Rim, Kraljevina Italija.

## Življenjepis
2. aprila 1889 je prejel duhovniško posvečenje. 5. avgusta 1903 je postal državni uradnik Rimske kurije.
20. decembra 1923 je bil povzdignjen v kardinala in imenovan za kardinal-diakona S. Angelo in Pescheria.